# Pablo Albano
Pablo Albano (* 11. April 1967 in Buenos Aires) ist ein ehemaliger argentinischer Tennisspieler.

## Karriere
Albano wurde 1986 Tennisprofi und erreichte im darauf folgenden Jahr das Halbfinale beim ATP-Challenger-Turnier in Santiago de Chile. 1988 gewann er den Doppel-Titel beim Challenger-Turnier von São Paulo. Im folgenden Jahr stand er an der Seite von Gustavo Luza erstmals im Finale eines ATP-Turniers, 1990 feierte er mit David Engel in Genf seinen ersten Titel auf der ATP World Tour. In seiner Karriere gewann er insgesamt neun Doppeltitel, darunter zwei der Kategorie ATP International Series Gold. Weitere neun Mal stand er in einem Doppelfinale, davon zweimal an der Seite von Marc-Kevin Goellner. Seine höchsten Weltranglistennotierungen erreichte er 1990 mit Platz 192 im Einzel und 1997 mit Position 25 im Doppel.
Im Einzel konnte er sich nur einmal für ein Grand-Slam-Turnier qualifizieren, 1992 bei den US Open schied er in der ersten Runde aus. Im Doppel stand er 1998 im Achtelfinale  der Australian Open, 1991 im Viertelfinale von Wimbledon sowie zweimal (1992, 1999) im Halbfinale der French Open.
Albano spielte zwischen 1993 und 1997 fünf Doppelpartien für die argentinische Davis-Cup-Mannschaft. Zunächst spielte er an der Seite von Javier Frana, die letzten drei Begegnungen absolvierte er mit Luis Lobo.

## Erfolge
| Legende (Anzahl der Siege)        |
| Grand Slam                        |
| Tennis Masters Cup                |
| ATP Masters Series                |
| ATP International Series Gold (2) |
| ATP International Series (7)      |

### Doppel

#### Turniersiege
| Nr. | Datum              | Turnier    | Belag       | Partner          | Finalgegner                      | Ergebnis      |
| --- | ------------------ | ---------- | ----------- | ---------------- | -------------------------------- | ------------- |
| 1.  | 16. September 1990 | Genf       | Sand        | David Engel      | Neil Borwick David Lewis         | 6:3, 7:6      |
| 2.  | 19. September 1993 | Bordeaux   | Hartplatz   | Javier Frana     | David Adams Andrei Olchowski     | 7:6, 4:6, 6:3 |
| 3.  | 11. August 1996    | San Marino | Sand        | Lucas Arnold Ker | Mariano Hood Sebastián Prieto    | 6:1, 6:3      |
| 4.  | 19. September 1996 | Umag       | Sand        | Luis Lobo        | Ģirts Dzelde Udo Plamberger      | 6:4, 6:1      |
| 5.  | 2. März 1997       | Mailand    | Teppich (i) | Peter Nyborg     | David Adams Andrei Olchowski     | 6:4, 7:6      |
| 6.  | 4. Mai 1997        | München    | Sand        | Àlex Corretja    | Karsten Braasch Jens Knippschild | 3:6, 7:5, 6:2 |
| 7.  | 4. Oktober 1998    | Mallorca   | Sand        | Daniel Orsanic   | Jiří Novák David Rikl            | 7:6, 6:3      |
| 8.  | 12. März 2000      | Bogotá     | Sand        | Lucas Arnold Ker | Juan Balcells Mauricio Hadad     | 7:6, 1:6, 6:2 |
| 9.  | 30. Juli 2000      | Kitzbühel  | Sand        | Cyril Suk        | Joshua Eagle Andrew Florent      | 6:3, 3:6, 6:3 |

#### Finalteilnahmen
| Nr. | Datum              | Turnier    | Belag | Partner             | Finalgegner                         | Ergebnis         |
| --- | ------------------ | ---------- | ----- | ------------------- | ----------------------------------- | ---------------- |
| 1.  | 27. August 1989    | San Marino | Sand  | Gustavo Luza        | Simone Colombo Claudio Mezzadri     | 4:6, 1:6         |
| 2.  | 7. November 1993   | São Paulo  | Sand  | Javier Frana        | Sergio Casal Emilio Sánchez Vicario | 4:6, 7:6, 4:6    |
| 3.  | 13. August 1995    | San Marino | Sand  | Federico Mordegan   | Jordi Arrese Andrew Kratzmann       | 6:7, 6:3, 2:6    |
| 4.  | 6. Oktober 1996    | Marbella   | Sand  | Lucas Arnold Ker    | Andrew Kratzmann Jack Waite         | 7:6, 3:6, 4:6    |
| 5.  | 20. April 1997     | Barcelona  | Sand  | Àlex Corretja       | Alberto Berasategui Jordi Burillo   | 3:6, 5:7         |
| 6.  | 11. Oktober 1998   | Palermo    | Sand  | Daniel Orsanic      | Donald Johnson Francisco Montana    | 4:6, 6:7         |
| 7.  | 1. Oktober 2000    | Palermo    | Sand  | Marc-Kevin Goellner | Karsten Braasch Jens Knippschild    | w.o.             |
| 8.  | 14. April 2001     | Casablanca | Sand  | David Macpherson    | Michael Hill Jeff Tarango           | 6:7, 3:6         |
| 9.  | 16. September 2001 | Bukarest   | Sand  | Marc-Kevin Goellner | Aleksandar Kitinov Johan Landsberg  | 4:6, 7:6, [6:10] |